# 越南音乐
越南音乐受到多种民族文化影响，种类繁多。古代音乐多为寺庙音乐。中国的雅乐、儒家音乐、道教音乐、佛教音乐及其演奏方式和使用的乐器很早就传入越南。公元10世纪以前，越南已发展了一系列打击和吹奏的民间乐器，如鼓、锣、镲、芦笙、葫芦笙、竹琴等。10世纪至15世纪，在民间音乐的基础上形成了宫廷音乐，又融合了中国宫廷音乐的特征。越南宫廷音乐起源于今越南中部，受到汉音乐和占婆音乐双重影响。中国的一些戏曲唱腔（如潮剧）也传入越南。
15世纪末至18世纪，越南的乐理（台音律、音阶、调式、工尺谱等）、乐器（如月琴、琵琶、二胡、筝等）以及戏曲音乐、说唱音乐（大鼓词等）与中国类似，月琴和筝演奏的古雅曲《征妇》、《南哀》、《南春》（《流水》）、《连环》、《金钱》、《元宵》、《龙虎》等曲的曲谱留存至今。19世纪，由于西方文化的影响，越南开始出现以民歌基调为基础的新兴歌剧和欧式音乐风格，越南现代音乐逐渐萌芽。现在普遍使用的乐器有主要民族乐器有獨弦琴、筝、扬琴、二胡、三弦、笛、唢呐、海螺、锣、木鱼、铃、鼓等。
虽然受中华文化影响，但越南音乐在本质上仍属于东南亚音乐 。越南与竹文化和青铜文化相关的竹制和铜制乐器种类很多，按照音符排列式的定音或不定音的打击乐器十分流行，表演时合奏多于独奏。在乐理方面，
越南从15世纪开始使用“四宫音阶”(南北、黄钟、大食)取代中国的“五宫音阶”(宫、商、角、徵、羽)，与越南语的6个声调的特征相契合，因而具有音色美、音域宽、滑音多、共鸣泛音长等特点，南方音乐则混合了不同民族的特征。
20世纪初，越南现代音乐开始出现和发展，从战争时期的革命歌曲、交响乐，到大型电影配音乐，越南音乐取得了很大进步。文高、阮廷诗、阮商、阮文子、刘友福、杜润、春红、黄越、郑公山、青松、阮春括、陈环、黄云等一批近代音乐家贡献了大量作品。民谣也流行于坊间，表演形式主要有说、吟、呼、唱、俚、歌六大类，其中唱包括桃调、侨调、春调、盲调、鼓调和官贺调等，以北宁官贺调最为著名。官贺调的主题多为歌颂爱情，其次还有离别、友情、游乐、生产等内容。曲调有300多种，现存歌曲500多种。民间演唱形式多为男女对唱。